# Новіль (Во)
Новіль (фр. Noville) — громада  в Швейцарії в кантоні Во, округ Егль.

## Географія
Громада розташована на відстані близько 80 км на південний захід від Берна, 27 км на південний схід від Лозанни.
Новіль має площу 10,4 км², з яких на 8,5% дозволяється будівництво (житлове та будівництво доріг), 41,4% використовуються в сільськогосподарських цілях, 35,2% зайнято лісами, 14,9% не є продуктивними (річки, льодовики або гори).

## Демографія
2019 року в громаді мешкало 1170 осіб (+68,1% порівняно з 2010 роком), іноземців було 25,6%. Густота населення становила 113 осіб/км².
За віковим діапазоном населення розподілялося таким чином: 24,2% — особи молодші 20 років, 61,5% — особи у віці 20—64 років, 14,4% — особи у віці 65 років та старші. Було 444 помешкань (у середньому 2,6 особи в помешканні).
Із загальної кількості 702 працюючих 96 було зайнятих в первинному секторі, 199 — в обробній промисловості, 407 — в галузі послуг.